# Lance Rocks
Le Lance Rocks (in lingua inglese: Rocce Lance) sono due spuntoni rocciosi situati all'estremità nordorientale del Crouse Spur, nel Forrestal Range dei Monti Pensacola, in Antartide. 
Gli spuntoni sono stati mappati dall'United States Geological Survey (USGS) sulla base di rilevazioni e foto aeree scattate dalla U.S. Navy nel periodo 1956-66.
La denominazione è stata assegnata dall'Advisory Committee on Antarctic Names (US-ACAN) in onore del capitano Samuel J. Lance, dell'United States Air Force, navigatore e membro dell'United States Air Force Electronic Test Unit nei Monti Pensacola nel 1957-58.